# Carly Shay
Carly Shay is een personage uit de Amerikaanse televisieserie iCarly van Nickelodeon, gespeeld door Miranda Cosgrove. Van 2021 tot en met 2023 was het personage te zien de vernieuwde iCarly voor volwassene op streamingdienst Paramount+.

## Biografie
Carly Shay is een tienermeisje. Haar beste vrienden zijn Sam Puckett (Jennette McCurdy) en Freddie Benson (Nathan Kress). Ze presenteert samen met Sam haar zelfbedachte webshow iCarly. In de eerste aflevering van iCarly, iPilot, wordt gezegd dat de vader van Carly bij de marine zit. Carly wordt onderhouden door haar 26-jaar oude broer Spencer Shay (Jerry Trainor). Ze wonen in het Bushwell Plaza, een appartementencomplex in Seattle. Freddie en zijn moeder zijn de overburen van Carly en Spencer.

## Karakter
Carly is een lief en zorgzaam meisje, dat graag voor zichzelf wil zorgen, maar dit nog niet kan. Ze kan flink boos worden als haar vriendin Sam weer eens iets verkeerd gedaan heeft. In de aflevering iScream on Halloween is te zien dat Carly tijdens Halloween snel schrikt van enge dingen en een levendig inbeeldingsvermogen heeft. Ze heeft astma gehad, haar laatste aanval was toen ze zeven jaar oud was. Carly heeft nog steeds last van claustrofobie. Ze heeft een luide stem en is best intelligent. Carly haalt hoge cijfers op school en heeft zelfs een keer een studiefinanciering voor Briarwood, een hoog-gewaardeerde privéschool, aangeboden gekregen in de aflevering iMight Switch Schools. Carly is het meest volwassen personage. Ze haat het om tegen iemand te liegen, wat blijkt uit de aflevering iPromise Not to Tell, waarin ze een geheim voor zich moest houden, wat haar niet lukte.

## Eigenschappen
Carly houdt van koffie, maar ze weet niet dat de koffie die Spencer haar geeft cafeïnevrij is. Carly komt vaak bij Groovy Smoothies, een smoothiewinkel om de hoek van haar appartement. Ze is dol op Spaghetti Tacos, een recept van haar broer Spencer.

## Familie
Carly woont met haar broer Spencer Shay, die kunstenaar is, in een appartement in Seattle, omdat haar vader bij de marine zit. Haar opa woont in Yakima. Over haar moeder is niets bekend.

## Vrienden
Carly en Sam leerden elkaar kennen doordat Sam Carly omduwde en haar broodje stal. Carly duwde Sam echter terug en pakte haar broodje terug. Later werden ze vrienden. Carly probeert steeds haar vriendin Sam en vriend Freddie uit elkaar te halen, wanneer ze weer eens ruzie hebben. Een andere goede vriend van Carly is Gibby Gibson (Noah Munck).

## Relaties
In het eerste seizoen van de show heeft Carly geen vriendje. In het tweede seizoen daarentegen wel, gespeeld door Drew Roy. Haar eerste kus was met Griffin. In de aflevering iSaved Your Life is ze samen met Freddie, in dezelfde aflevering wordt de relatie echter verbroken.